# Бутурлиновка
Бутурлѝновка (на руски: Бутурлиновка) е град в Русия, административен център на Бутурлиновски район, Воронежка област. Населението на града към 1 януари 2018 година е 24 319 души.